# シャーロック・ホームズ 伯爵令嬢誘拐事件
『シャーロック・ホームズ 伯爵令嬢誘拐事件』（シャーロック・ホームズ はくしゃくれいじょうゆうかいじけん）は、1986年12月11日に発売されたファミリーコンピュータ用ゲームソフト。
アーサー・コナン・ドイルの探偵小説『シャーロック・ホームズシリーズ』（1887年 - 1927年）を題材としたアクションアドベンチャー。トーワチキの初作品である。ホームズシリーズ誕生100周年（1987年）が目前というタイミングで発売された。

## ゲーム内容
「アップル伯爵からの依頼を受け、イギリス各地を駆け巡りながら犯罪組織パパイヤ団に誘拐された令嬢のマーガレットを救出する」というストーリーである。

### 説明書の誤記
- 説明書8Pの『遊び方』に「※IIコントローラーは使用しません。」と記述されているのだが、これが大きな誤り。ゲームクリアにはIIコントローラでの操作が必須である[3]。
  - さらに言うと、ゲーム中のある場所では「コントローラ」に言及する情報を入手できるのだが、IIコントローラのことだと断言できる内容ではない上に、どう操作すればいいのかは全くのノーヒントとなっている。
  - クリアに必須な操作を除いても、IIコントローラを使用する操作が2つ存在する。1つ目は、説明書11Pに書かれた「コンテニューモードで再スタートの方法」で、ゲームオーバー時に復活する方法が記述されている[4]。2つ目は、説明書とは別の『取扱説明追加分』と題された紙に書かれた「コンテニューのセーブ方法」。こちらはゲームを終了した後、続きから再開するためのパスワードを表示する方法が記述されている。
- 「鍵」と「ピストルの弾丸」の説明にも誤りがある。どちらも最高63個まで持てると書いてあるが、実際に所持できるのは「鍵」が10個まで、「ピストルの弾丸」が60個まで。

### 舞台となる都市
- ロンドン
- バーミンガム
- マンチェスター
- リバプール
- ニューカッスル
- ブリストル
- エジンバラ
- グラスゴー

### アイテム
入手可能なアイテム。
- 虫眼鏡 - 特定の場所で使うと情報が得られる。
- ランプ
- パイプ
- バイオリン
- 手帳
- 薬
- ナイフ
- ピストル
- 鍵
- 弾
- タバコの葉

## キャラクター
ホームズ
プレイヤーキャラクター。主にキックで戦う。
ワトソン
ロンドンの家におり、ホームズの体力を回復してくれる。

## スタッフ
- プランニング：M.KUBOTA
- プログラミング：AYA、NEAR、MAKOTO
- スペシャル・サンクス：MR.YAMAZAKI、MR.HAMANAKA、MR.MUKOHYAMA、MISS TOMITA、MANAKU

## 評価
- ゲーム誌『ファミリーコンピュータMagazine』の読者投票による「ゲーム通信簿」での評価は以下の通りとなっており、13.53点（満30点）となっている[1]。

| 項目 | キャラクタ | 音楽 | 操作性 | 熱中度 | お買得度 | オリジナリティ | 総合  |
| 得点 | 2.30       | 2.25 | 2.20   | 2.19   | 2.12     | 2.47           | 13.53 |

- ゲーム本『仰天B級ゲームの逆襲』（1998年、二見書房）では下記の評価を下しており、「ホームズがひたすら人々を殺しまくるという一大殺戮ゲームになってしまった」、「マップモードにもゲーム性を持たせようとしたんでしょうね。そのせいで出てくる人間がすべて敵という恐ろしい話になってしまった」、「相手を殺さない限り会話ができないなんて設定はすごい」と評している[5]。

| 項目 | イマウケ度 | カルト度 | グラフィック | オリジナリティー | ハラダチ度 | インパクト |
| 得点 | 星5 / 5    | 星5 / 5  | 星5 / 5      | 星4 / 5          | 星5 / 5    | 星3 / 5    |

また、以下の内容からクソゲーと扱われていることが多い。
- ゲームを開始すると何の説明もなくロンドンの街中に放り出され、手がかりが乏しいままノーヒントでの攻略を強要される[2]。
  - オブジェクトを調べるには「虫眼鏡」というアイテムが必要なのだが、初期状態では持っていない。当然これに関するヒントもない[7]。
- ホームズの推理が展開される原作とは違い、「武装した人間がうろつくイギリスを舞台に繰り広げられるバイオレンスアクション」が大きな比重を占める[8][9]。
  - アクションゲームとしてのバランスは劣悪。特に被ダメージ時の無敵時間がないのが問題で、当たり方が悪いと連続でダメージを受け続けてしまう[2]。
  - ゲームA（町）で敵を倒すとお金（30ポンド）を入手でき、ゲームB（公園、下水道、家、城）で敵を倒すと情報を入手できるのだが、それらの画面で出現する全ての人間が敵な上に、見た目はただの一般市民にしか見えない[10]。
    - 別の町への移動費や、店で売られているアイテムの価格が基本的に高額で、頻繁にお金稼ぎが必要になる。特に、体力を回復する「クスリ」は1個しか持てず、店で2個目を買ってしまうと料金を支払った上で強制的に1個捨てられる。
- アクションと並行して「入手した情報を頼りに、アイテムや、ボスのいる場所への入り口を探し出す」という行動を繰り返すことになるのだが、決して推理（謎解き）要素と呼べるような代物ではない。
  - 役に立たない情報が多い中で、有益な情報も一見するだけではそうと分かりづらく、有益なように見えて実際は異なる情報も存在する。情報を元に該当するオブジェクトを調べる際も、場所や配置のヒントがないため総当りを強いられる上に、調べる位置の判定が非常にシビアなため、取りこぼしを防ぐにはオブジェクト1つに対して少しずつ位置をずらし複数回調べなければならない。総じて、自力でクリアを目指す場合はかなりの時間と根気を必要とする。
    - 役に立たない情報は世間話などの他、「1+1=2だっけ？」「このゲームはおもしろいな」など支離滅裂で意味不明なテキストのオンパレード[9]。

  - お金を支払うことで「情報屋」からも情報を入手できるが、役に立たない情報が大半を占めるだけでなく、支払う額が大きいほどプレイヤーの神経を逆撫でするような内容になっている[11]。
  - ゲームBで敵を倒すと「推理力」というパラメーターが上昇する。これにより「虫眼鏡」や「情報屋」で入手できる情報が増えるのだが、そういった「推理力」の影響に関する説明は一切ない。
- 体力の最大値が増えるパワーアップアイテムがボスのいる場所のどこかにあるものの、画面上には表示されないため隠しアイテムに近い。
- 依頼主のアップル伯爵が一切登場せず、誘拐されたマーガレット嬢もスタッフロール脇のホームズと並ぶ画像でしか登場しない。ゲーム中にホームズの台詞はなく、入手する情報にも誘拐事件の話は殆ど出てこないため、説明書などを読まないとストーリーが理解できない。

## 関連作品
『エルナークの財宝』（1987年）
本作の翌年にトーワチキより発売された、本作と類似した欠点を持つ作品。発売から13年経過した2000年まで攻略情報がなかったという逸話がある。
『名探偵ホームズ 霧のロンドン殺人事件』（1988年）
『名探偵ホームズ Mからの挑戦状』（1989年）
本作の取扱説明書では第2弾が予告されており、実際に上記の2作品をファミリーコンピュータ用ゲームソフトとして発売しているが、共に本作とは異なり純粋な推理アドベンチャーゲームとなっている。